# Палеоневрологія

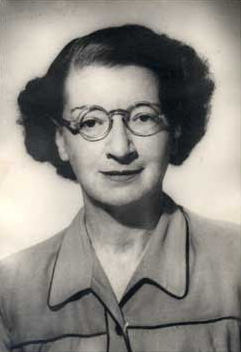
Тіллі Едінґер — засновницяя палеоневролонії

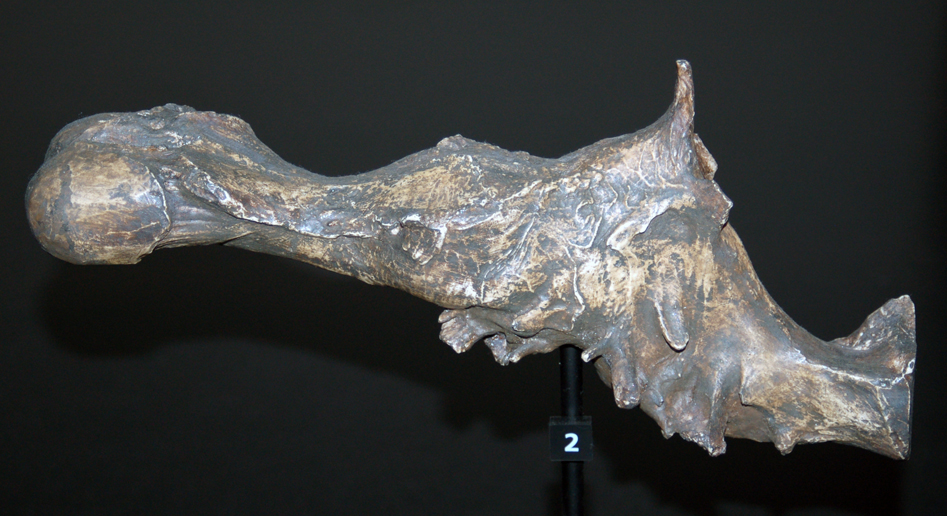
Природний ендокраніальний зліпок тиранозавра — добре помітний розвинений нюховий відділ (зліва)

Палеоневрологія — наука, що знаходиться на стику палеонтології і нейробіології, вивчає будову головного мозку викопних хребетних за особливостями мозкової порожнини черепа, її рельєфу. Німецько-американська дослідниця Тіллі Едінґер вважається засновницею палеоневролонії.
Об'єктом вивчення зазвичай є ендокран — природний або частіше штучний зліпок мозкової порожнини. Цей зліпок часто дозволяє судити про об'єм, зовнішню форму і характер рельєфу великих півкуль, мозочка та інших відділів головного мозку, а також розміри нервів, що відходять від нього, і так далі, хоча не завжди цілком відповідають розміром і формою самому мозку. У риб, земноводних і багатьох плазунів мозок часто відокремлюють від кісток даху черепа значні розрощення мозкових оболон і судинні сплетення, а також великі порожнини кровоносних резервуарів (кровоносні синуси). Вони можуть займати значний обсяг, і тоді ендокран розмірами та пропорціями не відповідає головному мозку. Найбільше відповідають мозку ендокрани у птахів і особливо у ссавців, але не у всіх в рівній мірі. У китоподібних і багатьох великих копитних мозок щільно лежить на основі черепа, але між мозком і склепінням черепа є деякий простір. При цьому рельєф верхньої сторони мозку не відображається в подробицях на внутрішній стороні зводу черепа; ендокран майже не має борозен і звивин і до того ж трохи більше мозку. Найточніше уявлення про рельєф поверхні мозку дають ендокрани у багатьох комахоїдних, рукокрилих, хижаків і так далі.
За ендокраном можна судити про розвиток тих чи інших відділів мозку і робити висновки про розвиток його інтелекту, органів почуттів, моторних функцій і так далі. Ці дослідження в ряді випадків допомагають встановити систематичне положення викопних видів. Так, завдяки даним палеоневрології вдалося виявити спорідненість десмостілів з сиренами.